# Cabo da Praia (Praia da Vitória)
Cabo da Praia es una freguesia portuguesa perteneciente al municipio de Praia da Vitória, situado en la Isla Terceira, Región Autónoma de Azores. Posee un área de 6,65 km² y una población total de 1 469 habitantes (2001). La densidad poblacional asciende a 220,9 hab/km². Se encuentra a una latitud de 38° N y una longitud 27º O. La freguesia se encuentra a 6 m s. n. m.
- Datos: Q2451839
- Multimedia: Cabo da Praia (Praia da Vitória) / Q2451839

1. ↑  Worldpostalcodes.org,código postal n.º 9760-127.